# SerenityOS
SerenityOS este un sistem de operare gratuit și cu sursă deschisă pentru sisteme X86-64, RISC-V⁠(d) și ARM. Sistemul conține editoare de text, jocuri, un explorator de fișiere și navigatorul web Ladybird. SerenityOS a fost inițiat în 2018 de Andreas Kling, și este dezvoltat de comunitate. 

## Istorie

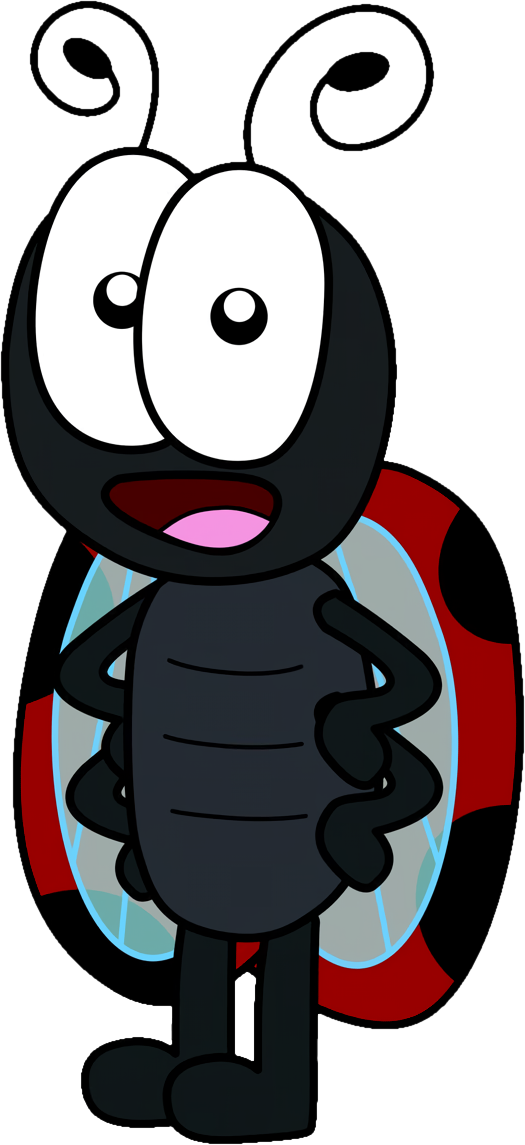
Buggie, mascota SerenityOS-ului

Andreas Kling a lucrat la Nokia și mai târziu la Apple pe echipa WebKit. Începuse să dezvolte sistemul de operare ca parte din regimul lui de dezintoxicare, numindu-l după rugăciunea cu numele asemănător, „Serenity”. Începând cu 2021 până în 2024, Kling lucra normă întreagă la SerenityOS, susținut de comunitate prin donații. 

## Caracteristici și dezvoltare
Idealul lui SerenityOS este să recreeze experiență de utilizator a sistemelor de operare din anii 1990, cum ar fi Windows 95. Folosirea codului scris de entități externe este descurajată. O serie de programe au fost portate la SerenityOS, de exemplu GCC, Git, Doom și diverse alte programe cu sursă deschisă.
Dezvoltarea nu aderă la un ciclu de lansare; ca atare, nu există lansări. În plus, nu sunt furnizate distribuții binare, utilizatorii potențiali fiind așteptați să descarce codul și să-l compileze ei înșiși. Sistemul este scris în ceea ce autorii numesc „Serenity C++”, un stil specific de codare C++.